# Le Noyer (Alpy Wysokie)
Noyer – miejscowość i gmina we Francji, w regionie Prowansja-Alpy-Lazurowe Wybrzeże, w departamencie Alpy Wysokie.

## Demografia
Według danych na rok 1990 gminę zamieszkiwały 243 osoby, a gęstość zaludnienia wynosiła 11 osób/km². W styczniu 2015 r. Le Noyer zamieszkiwało 276 osób, przy gęstości zaludnienia wynoszącej 12,8 osób/km².